# Valle de los Ríos Apurímac, Ene y Mantaro

Aktive Gebiete der Guerillas von Sendero Luminoso; derzeit hauptsächlich das VRAEM

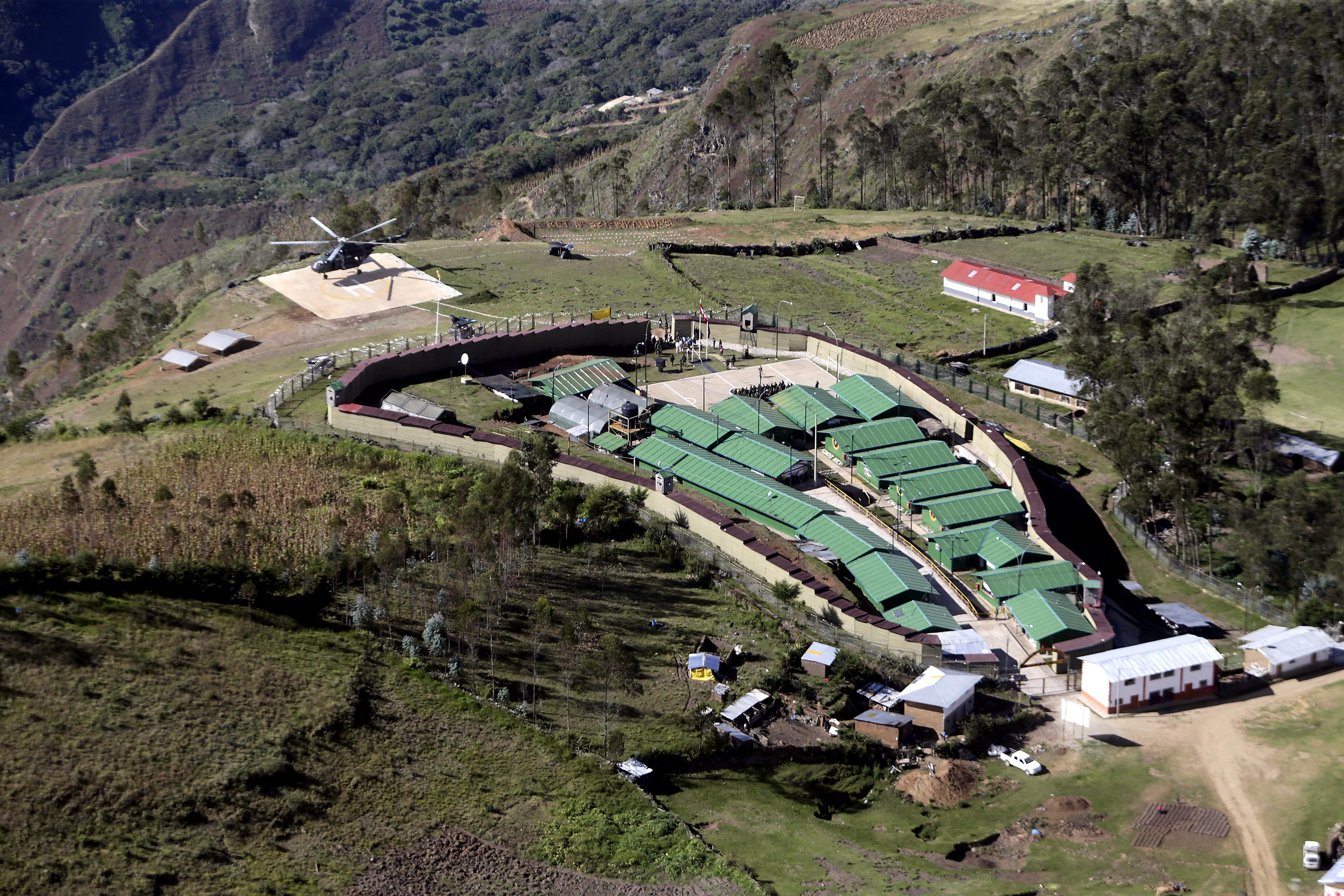
Militärbasis in dem VRAEM

Das Valle de los Ríos Apurímac, Ene y Mantaro (abgekürzt: VRAEM; deutsch: Tal der Flüsse Apurímac, Ene und Mantaro) ist ein Tal in Peru. Das Gebiet ist von starker Armut betroffen. Außerdem ist das Tal der Haupteinsatzort der linksextremen Terrorgruppe Sendero Luminoso.

## Kokainproduktion
Peru ist hat nach Kolumbien die zweithöchste Kokainproduktion der Welt. VRAEM ist das traditionell wichtigste Anbaugebiet für die Kokapflanze des Landes. Die Anbaufläche in Peru steigt auch in den 2020ern weiter an, so wuchs die Anbaufläche in den zwei Jahren von 2020 bis 2022 um mehr als 50 %. Das VRAEM ist traditionell das wichtigste Anbaugebiet in Peru, jedoch sank der Anteil des in dem VRAEM produzierten Kokains von 47,6 % im Jahr 2019 auf 37,6 % im Jahr 2022.
Ein Großteil des Drogenhandels in Peru wird durch die Sendero Luminoso kontrolliert. Mit schätzungsweise 19700 Hektar Produktionsfläche war es 2010 das weltweit dichteste Gebiet der Kokainproduktion.
Das Koka wird von aus anderen Regionen Perus zugezogener Bevölkerung angebaut. Die indigene Bevölkerung der Region, die Asháninka, wehren sich gegen den sich ausbreitenden Kokaanbau und die damit einhergehende Zerstörung des Regenwaldes.